# Doble impacto
Doble impacto (originalmente Double Impact) es una película estadounidense de acción de 1991. Es protagonizada por Jean-Claude Van Damme y dirigida por Sheldon Lettich. Van Damme personifica a unos hermanos gemelos separados al nacer que 25 años después se reúnen para buscar venganza por la muerte de sus padres a manos de las Tríadas.

## Sinopsis
Dos hermanos gemelos son separados al nacer debido a que sus padres fueron asesinados por Raymond Zhang de la mafia china y el ex-socio de Frank Wagner padre de los gemelos Chad y Alex. 25 años después Chad uno de los gemelos, se ha criado en Los Ángeles y es instructor de artes marciales y fitness. El otro es Alex, que se crio en Hong Kong y ahora ejerce de contrabandista para poder sobrevivir. Los dos gemelos no se conocen pero al reencontrarse después de tantos años buscarán vengar la muerte de sus padres.

## Reparto
| Actor                 | Personaje                      |
| --------------------- | ------------------------------ |
| Jean-Claude Van Damme | Chad Wagner / Alex Wagner      |
| Alicia Stevenson      | Chad de bebe                   |
| Paul Aylett           | Alex de bebe                   |
| Geoffrey Lewis        | Frank Avery                    |
| Alonna Shaw           | Danielle Wilde                 |
| Alan Scarfe           | Nigel Scarfe                   |
| Philip Chan           | Raymond Zhang                  |
| Bolo Yeung            | Moon                           |
| Cory Everson          | Kara                           |
| Peter Malota          | Guardaespaldas con espuelas    |
| Evan Lurie            | Bravucón del Klimax Klub       |
| Andy Armstrong        | Paul Wagner                    |
| Sarah-Jane Varley     | Katherine Wagner               |
| Wu Fong Lung          | Niñera china                   |
| Eugene Choy           | Sr. Chen, investigador privado |
| Kwok-Kai              | Sr. Nguyen, jefe de Triad      |
| David Lea             | Estudiante de karate           |
| Julie Strain          | Uno de los estudiantes de Chad |
| Shelley Michelle      | Uno de los estudiantes de Chad |
| Jennifer Stone        | Anfitriona de Klimax Klub      |
| Rita Lau              | Anfitriona con Frank           |
| John Sham             | Oficial de HKPF                |

## Recepción
Doble Impacto se estrenó el 9 de agosto de 1991 y recibió críticas mixtas, donde la mayoría de los críticos la catalogan como otra película de acción sin sentido que sólo tenía la novedad de dos Van Dammes. 
En el fin de semana del estreno consiguió la segunda posición con $7.5 millones de dólares en 1.735 cines, lo que generó un promedio $4.365 dólares por cine. Cuando terminó de emitirse en los Estados Unidos el total de la película ascendió a $30 millones de dólares. En el resto del mundo obtuvo $1.743.544 en Francia, $1.542.147 en Alemania, $1.134.730 en Australia. El total aproximado en todo el mundo se estima cerca de los $80 millones de dólares recaudados.